# Stars in Town
Stars in Town ist ein alljährlich im August stattfindendes Musikfestival in der Schweizer Stadt Schaffhausen.

## Geschichte
Die mehrtägige Freiluftkonzertreihe mitten in der Altstadt von Schaffhausen wurde 2010 unter dem Namen «das festival» durch die Schaffhauser Adrian Brugger, Simon Vogel und Thomas Nyffenegger ins Leben gerufen. Im Jahr 2012 wurde das Incity-Musikfestival auf den grössten Plätzen der Stadt, dem Herrenacker und dem Fronwagplatz, in «Stars in Town» umbenannt. Die Veranstaltung präsentiert zeitgenössische Musik. Jährlich werden namhafte Interpreten aus den Genres Pop, Rock, Metal, HipHop, Rap, Jazz, Blues, Soul, Funk und Elektro engagiert. Stars in Town veranstaltet zudem die zweite Bühne «Talentstage» für Nachwuchsbands und zusammen mit dem Kulturzentrum Kammgarn den Bandcontest «Kammgarnstars». Die Eventgrösse liegt insgesamt bei über 60'000 Besuchern. Stars in Town ist Mitglied der Swiss Music Promoters Association und der Yourope The European Festival Association. Infolge der weltweiten Corona-Pandemie konnte das Festival 2020 und 2021 nicht stattfinden.

## Künstler
- 2010: Simple Minds, Roger Hodgson, Stephan Eicher, Marit Larsen, Sophie Hunger, Grand Avenue, Lesley Meguid, Pegasus, Fiona Daniel, Solange La Frange, King With No Throne, The Famous Goldfinger Brothers
- 2011: Mika, Bryan Ferry, Skunk Anansie, Milow, Maria Mena, Nada Surf, William White, Philipp Fankhauser, The Duke Spirit, We Have Band, The Rambling Wheels, Delilahs, Heidi Happy, Monophon
- 2012: Mando Diao, Melanie Fiona, Rodrigo y Gabriela, Keziah Jones, Bligg feat. Youngblood Brass Band, Züri West, The Bianca Story, Bastian Baker, Min King, Knackeboul, Pablopolar, Lo Fat Orchestra, Neckless
- 2013: Katie Melua, Jamie Cullum, Silbermond, Aloe Blacc, Mike & The Mechanics, The Straits, Lissie, 77 Bombay Street, 2Cellos, Luxuslärm, Seven, The Gardener & the Tree, Too Manny T's, JK Soul
- 2014: Amy Macdonald, Krokus, Hurts, Jan Delay & Disko No.1Uriah Heep, Alex Hepburn, Birdy, DeWolff, The Pride, Yokko, Ira May, Funkschrank, Mad & Denyo (Beginner) Soundsystem 2.0
- 2015: Sunrise Avenue, Die Fantastischen Vier, Gölä, Gotthard, Passenger, John Butler Trio, Manfred Mann’s Earth Band, Bastian Baker, Andreas Bourani, Pegasus, Lo & Leduc
- 2016: Faithless, Status Quo, James Morrison, ZAZ, Marillion, Patent Ochsner, Texas, Kodaline, The Baseballs, Caro Emerald, Bligg, Boy, 77 Bombay Street, Hecht, Nickless, Marius Bear
- 2017: Bryan Adams, Toto, Roger Hodgson, George Ezra, Emeli Sandé, Züri West, Mark Forster, Lovebugs, Kensington, Jack Savoretti, Silbermond, Nemo, Pegasus, Seven, Damian Lynn
- 2018: James Blunt, Nightwish, Rag'n'Bone Man, Joss Stone, Adel Tawil, Anastacia, Kaleo, Gotthard, Lo & Leduc, Wincent Weiss, Hecht, Joris, KT Tunstall, The Gardener & The Tree, The Beauty of Gemina, Kaufmann
- 2019: Scorpions, Amy Macdonald, Bastille, Lewis Capaldi, Rea Garvey, James Bay, Beginner, Fettes Brot, Europe, Alvaro Soler, Max Giesinger, Stress, Bastian Baker, Dabu Fantastic, Crystal Ball, Femi Luna, Mad & Denyo (Beginner) Soundsystem 2.0
- 2020: ausgefallen infolge Pandemie
- 2021: ausgefallen infolge Pandemie
- 2022: Snow Patrol, Die Fantastischen Vier, Rag ’n’ Bone Man, Patent Ochsner, Parov Stelar, Jan Delay, Hecht, Johannes Oerding, Nico Santos, Zoe Wees, Milky Chance, Tom Walker, Clueso, The Gardener & the Tree, Tom Grennan, Lo & Leduc, Loco Escrito, Luna, Andryy, Mischgewebe, Caroline Alves, Sam Himself, Soft Loft, Al Pride
- 2023: Die Toten Hosen, Zucchero, Simply Red, Sido, Rita Ora, Michael Patrick Kelly, Calum Scott, Adel Tawil, SDP, Leony, Lea, Gavin James, Sam Ryder, Bligg, Royal Republic, Danko Jones, Phenomden & The Scrugialist, Bastian Baker, Zian, Loi, Joya Marleen
- 2024: Herbert Grönemeyer, Placebo, Passenger, Mark Forster, Patent Ochsner, Tom Odell, Status Quo, Krokus, Editors, Dabu Fantastic, Dean Lewis, Elif, Donots, Shakra, Plüsch, Marius Baer, Kings Elliot, Steiner & Madlaina

## Bildergalerie

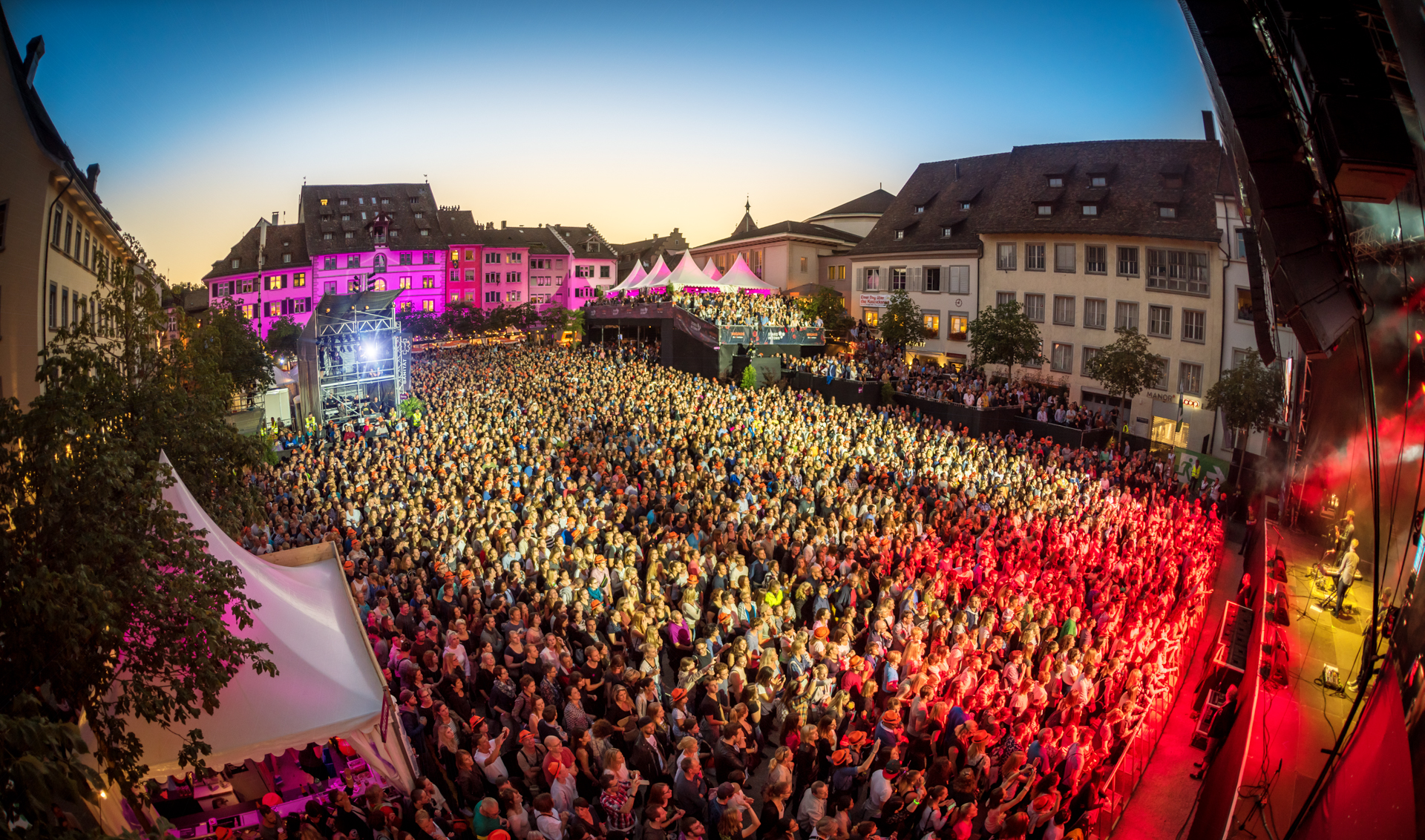
2016
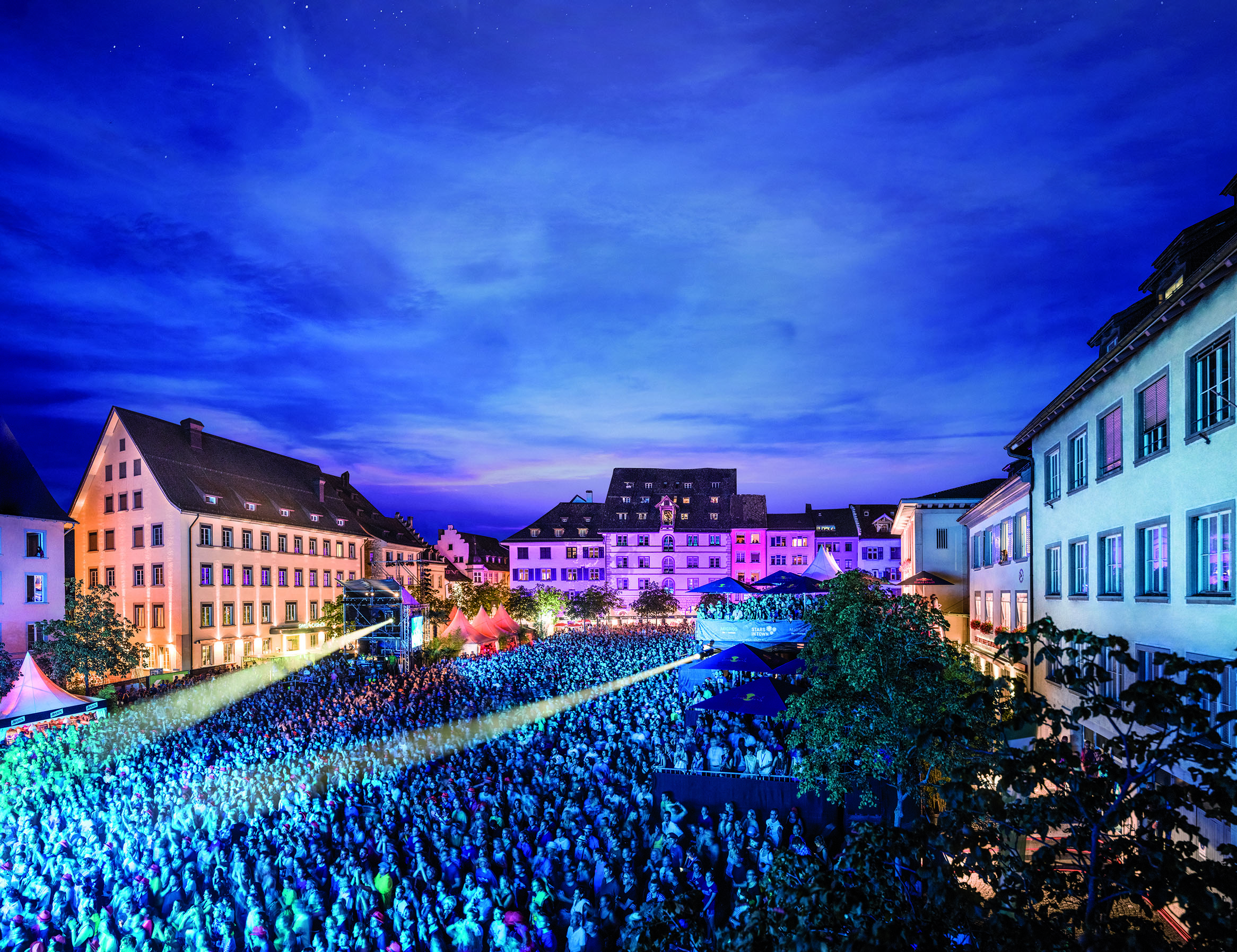
2016
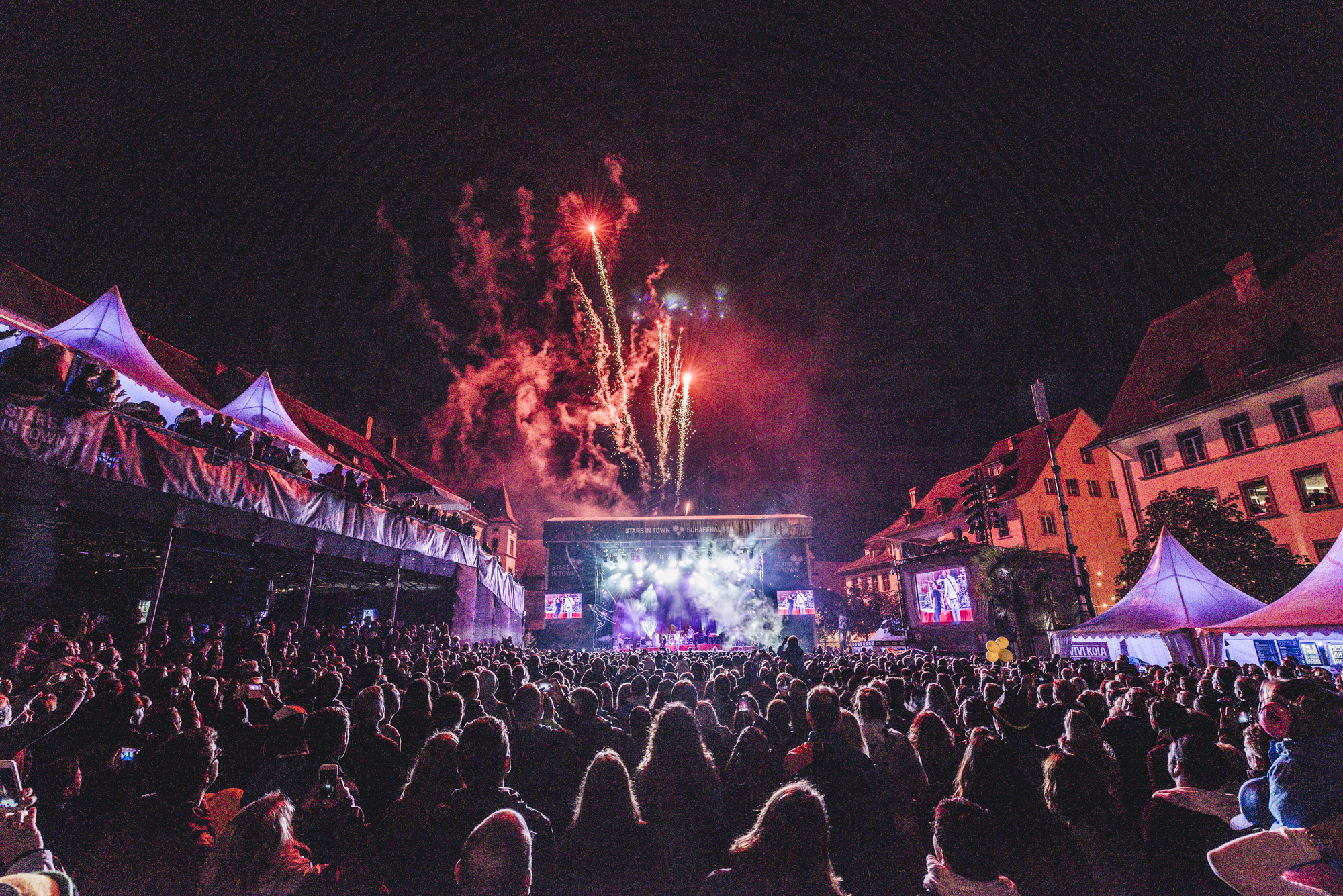
2017
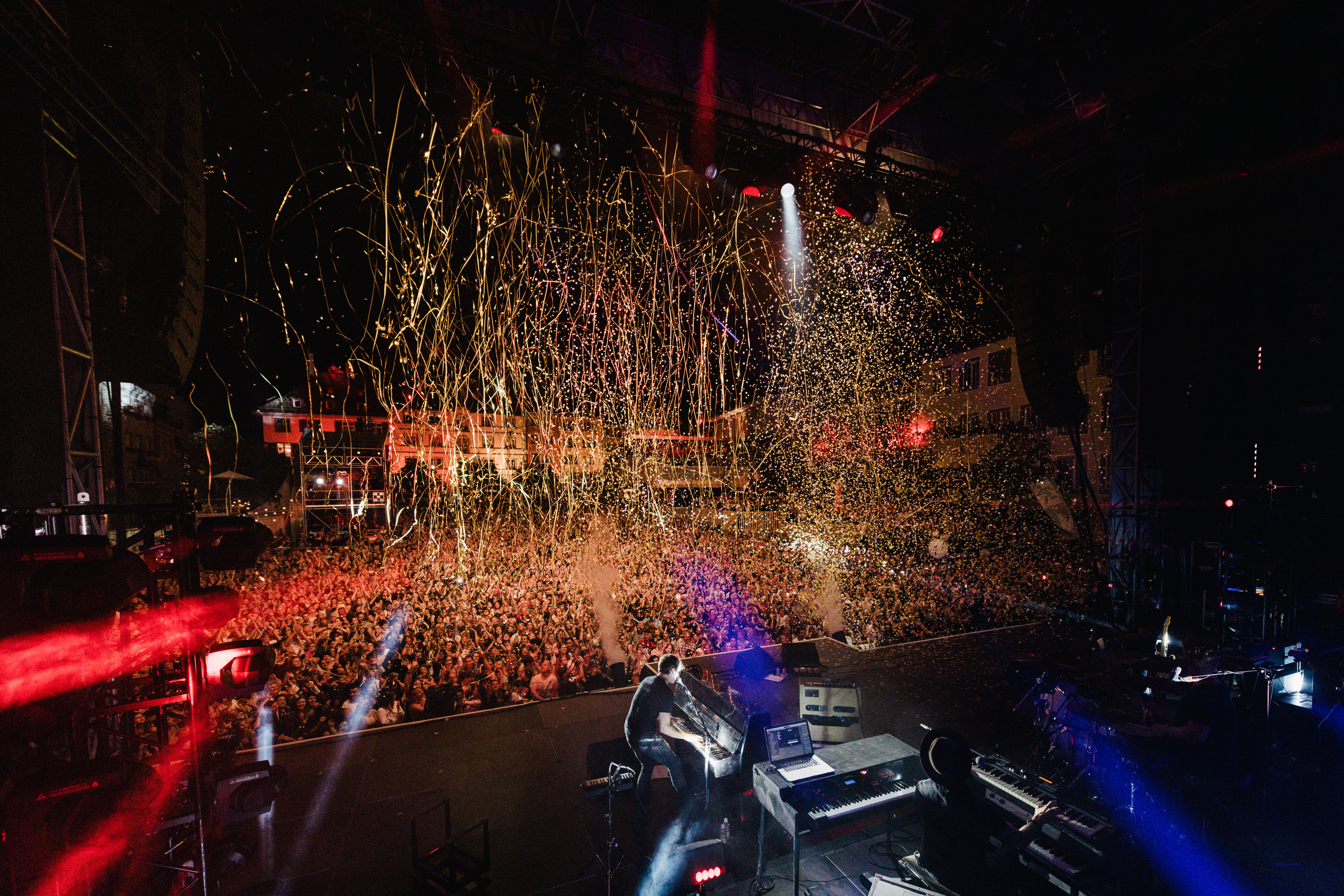
2018
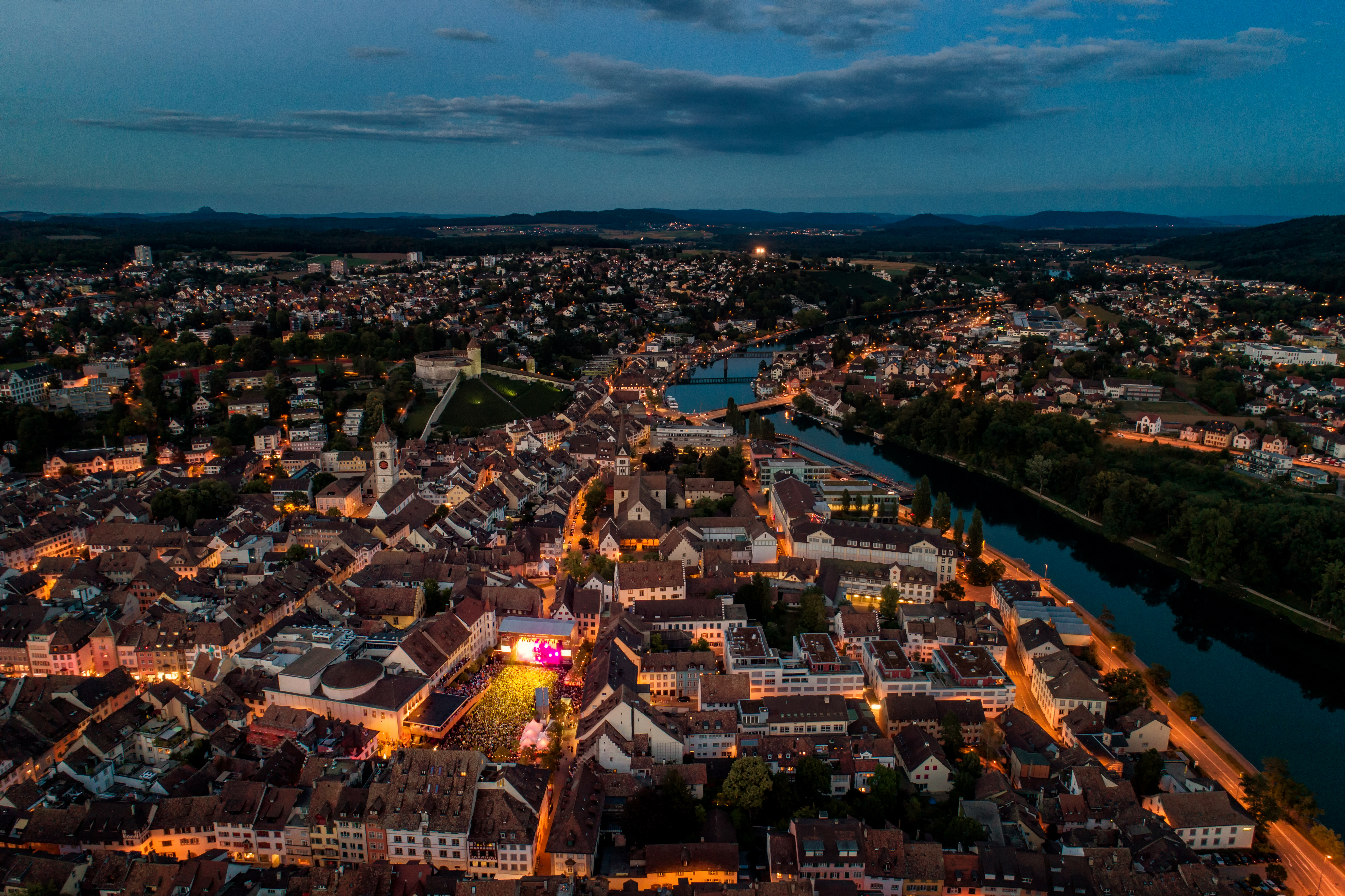
2018